# Кавалер д'Арпіно
Кавалер д'Арпіно або Джузеппе Чезарі (італ. Giuseppe Cesari d'Arpino; 1568, Арпіно — 3 липня, 1640, Рим) — італійський художник, представник пізнього римського маньєризму.

## Життєпис
Народився в родині художника. Разом із родиною в 13-річному віці перебрався в Рим, де батько працював художником-декоратором у лоджіях Рафаеля Ватикана. Син теж обрав кар'єру художника. 
Його твори помітили і вже 1583 року він був обраний в римську Академію Сан Лука, що надавала право офіційно працювати в папській столиці. Син папи римського Григорія XIII, Джакомо Бонкомпаньї, став герцогом Акіно та Арпіно, тому молодий художник увійшов в коло папського патронату. Кар'єра Джузеппе Чезарі не постраждала і при зміні на папському престолі, коли трон в Ватикані посів Сикст V.
Як більшість італійських художників, Джузеппе Чезарі добре опанував техніку фрески і багато працював за замовами церковних громад як художник-фрескіст. Він підкорився настановам римської школи і наслідува художню манеру римських представників маньєризму. Тому його твори споріднені з художньою манерою митців, що формально йшли в руслі знахідок пізнього Рафаеля Санті, Мікеланджело, Даніеле да Вольтерра, але без пристрасті і драматичних ефектів останніх. Навіть в драматичних сюжетах митець обирав спокійні композиції, відсторонено, холодно розповідаючи чи то про смертий бій братів Горацїів проти Куріаціїв, про рятування прикутої Андромеди чи знущання над Христом. Нові впливи виявилися в знайомстві з досягненнями пейзажного живопису північних шкіл Європи. Тому Джузеппе Чезарі охоче включав пейзажні мотиви у власні релігійні композиції на фресках, де вони ідейно не головували.

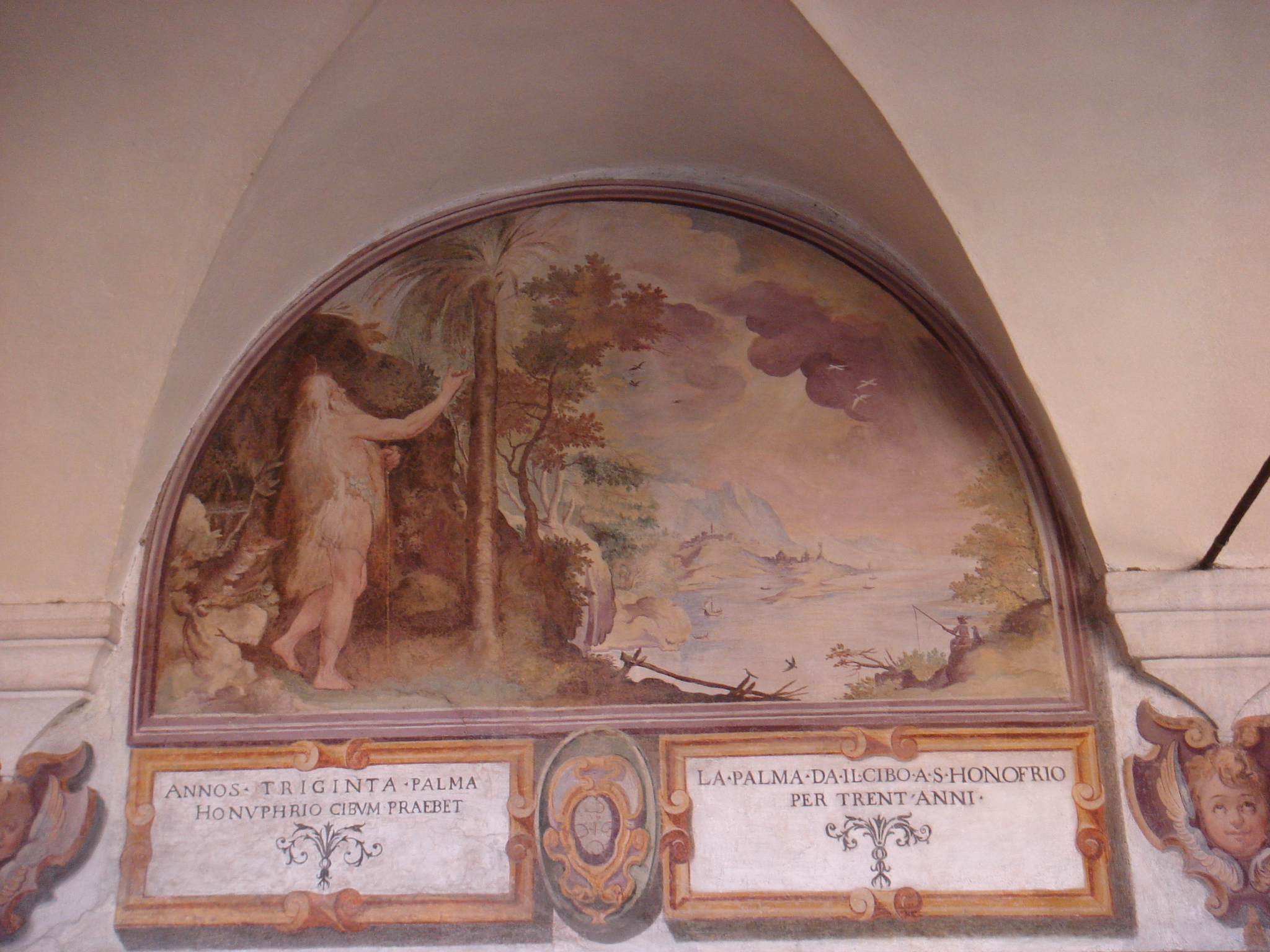
«Св. Онуфрій в пустелі», фреска в Римі.

## Мікеланджело да Караваджо і кавалер д'Арпіно

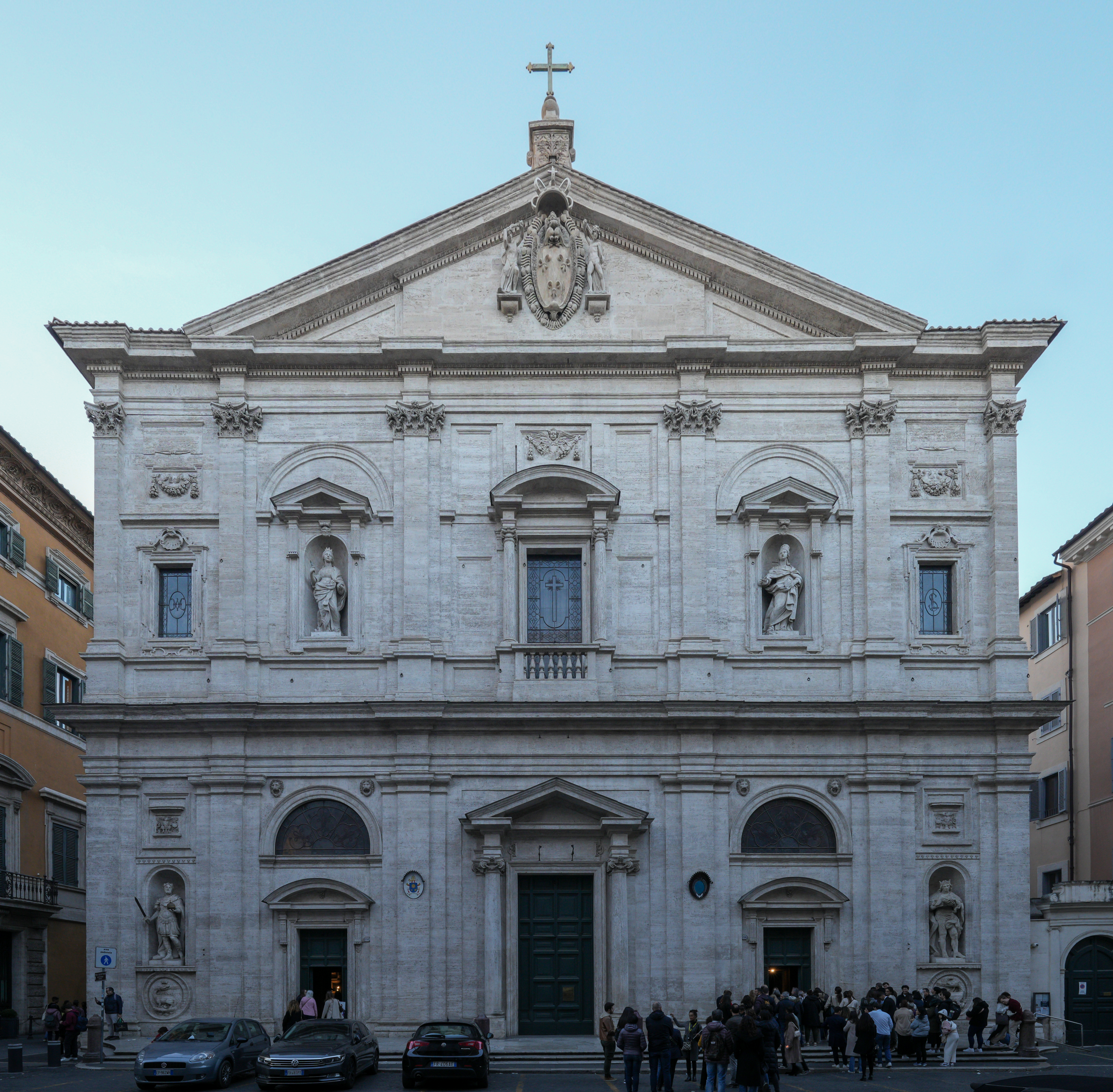
Сан-Луїджі-дей-Франчезі

Джузеппе Чезарі став поважною особою в Римі і вже був головою великої майстерні, коли доля звела з ним молодого Караваджо. Це була зустріч двох різних епох. Чезарі д'Арпіно так і не перейшов на позиції раннього бароко. Мікеланджело да Караваджо, навпаки, стане головною дійовою особою демократичної гілки італійського бароко, яскравим противником так званої «величної манери» офіційних римських майстрів, підтриманих двором римських пап. 
В майстерні Джузеппе Чезарі, з 1600 року відомого як кавалер д'Арпіно, молодий Караваджо деякий час працював, виконуючи деталі і квіти. 
Обидва мимоволі позмагаються в майстерності пізніше в римській церкві Сан-Луїджі-дей-Франчезі, де Джузеппе Чезарі виконав фрески зі сценами життя Св. Матвія на склепіннях каплиці Контареллі. Контареллі — італьянізоване ім'я французького кардинала Матьє Контреля, на гроші якого і була облаштована ця каплиця. Сенсаціями були картини молодого Караваджо «Христос обирає апостола Матвія», «Євангеліст Матвій і янгол», «Мучеництво Св. Матвія», виконані для тої ж каплиці. На відміну від д'Арпіно, Караваджо так і не засвоїв техніки фрески, тому замість фресок виконав картини олійними фарбами.
Цікавою була доля ранніх творів Караваджо перших римських років. Їх прибрав до власних збірок кавалер д'Арпіно. Папа римський Павло V, за несплату податків, арештував майно кавалера д'Арпіно. Аби мирно розв'язати конфлікт з папською фінансовою установою, д'Арпіно (аби не віддавати гроші), сплатив борги картинами власної збірки. Картини збірки д'Арпіно отримав племінник папи, Шипіоне Боргезе, до збірок якого і перейшли «Юнак з кошиком фруктів», «Хворий Вакх» Караваджо, а згодом і вівтарна картина «Мадонна Палафреньєрі», від якої відмовились прелати церкви Санта-Анна-дей-Палафреньєрі.

## Вибрані твори
- - Картини

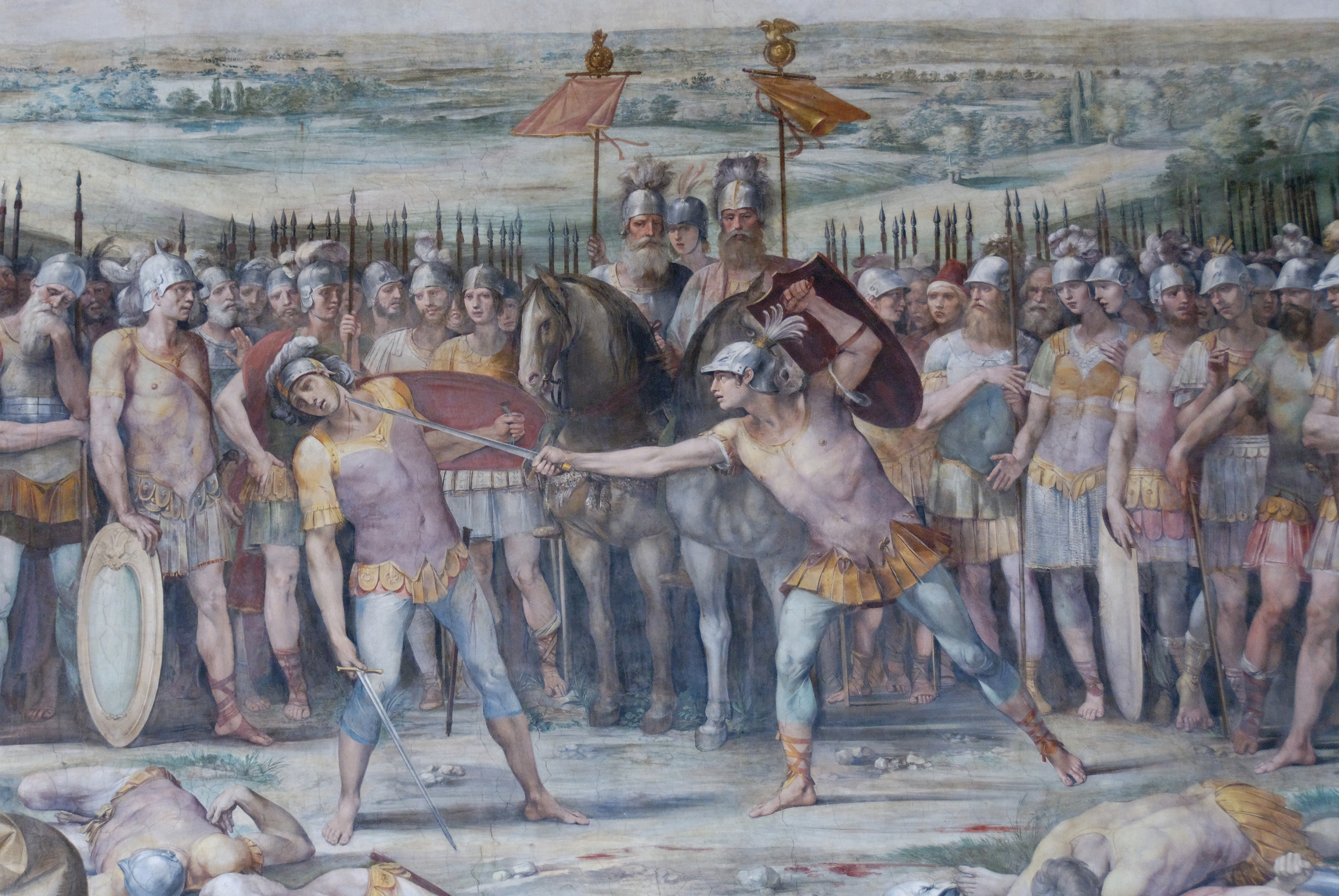
«Двобій між братами Гораціями та Куріаціями», Капітолійські музеї, Рим

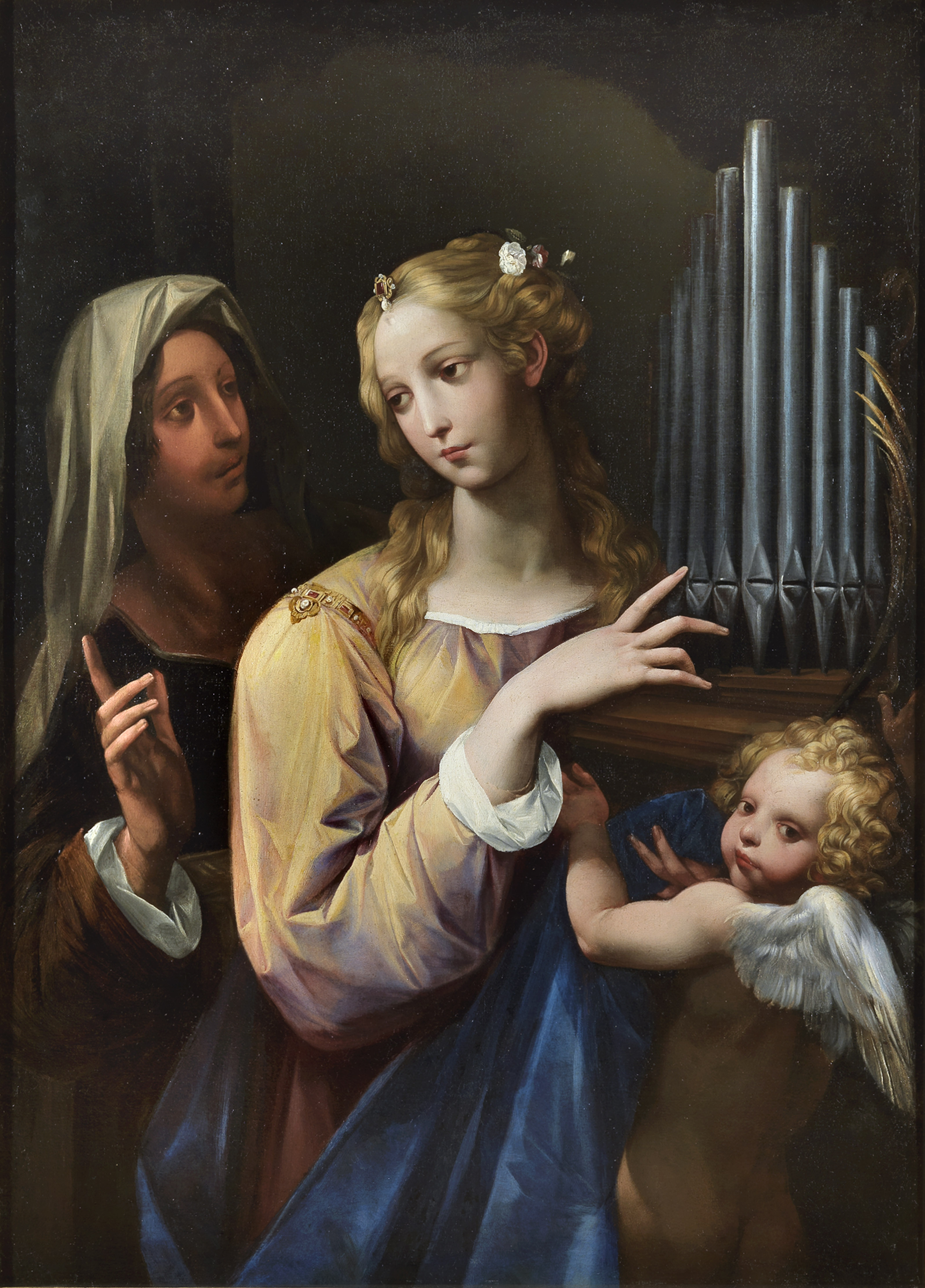
«Св. Цецилія з органом портативом, святою та янголом »

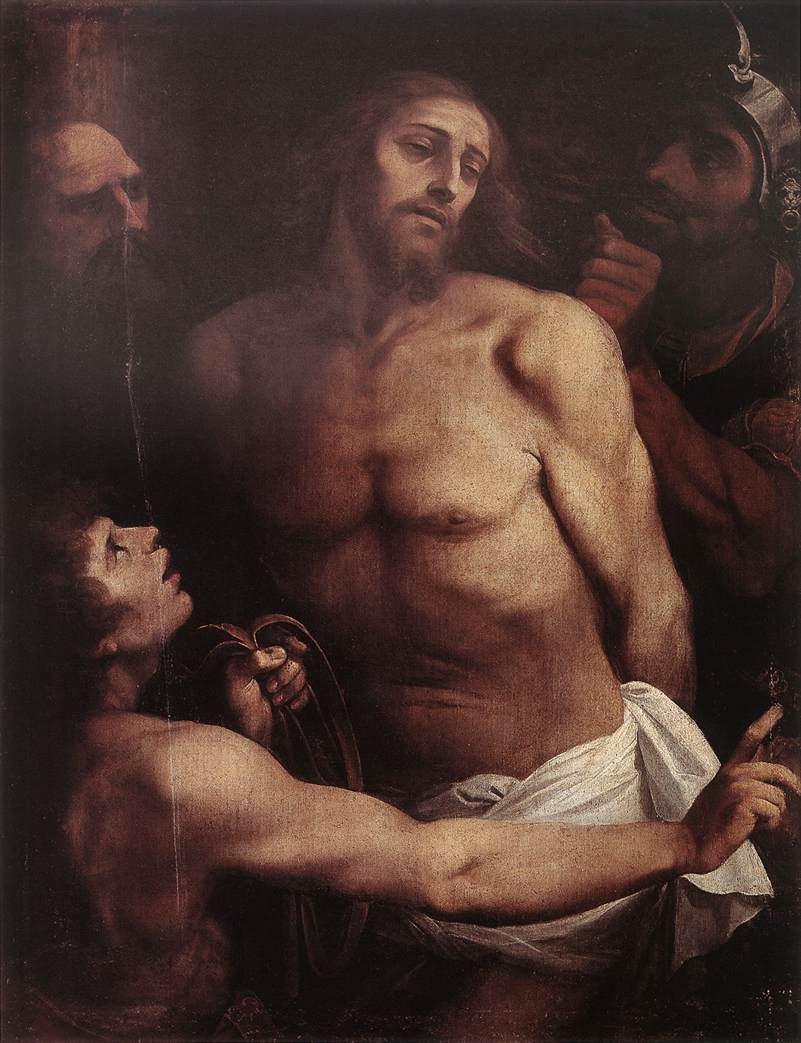
«Знущання над Христом», Рим.

- «Персей рятує прикуту Андромеду», Музей історії мистецтв, Відень
- «Христос воскрешає померлого Лазаря», галерея Боргезе
- «Втеча Святої Родини в Єгипет», галерея Боргезе
- «Викрадення Європи», галерея Боргезе
- «Іван Хреститель», галерея Боргезе
- «Христос воскрешає померлого Лазаря», галерея Корсіні
- «Взяття Христа під варту», Академія Сан Лука, Рим
- «Діана і Актеон», Музей образотворчих мистецтв (Будапешт)
- «Венера і Адоніс», Діжон, Франція
- «Стигмати св. Франциска Ассізького», Пінакотека Чівіко, Форлі, Італія
- «Св. Родина зі святими», Прадо, Мадрид
- «Св. Цецилія з органом портативом, святою та янголом»

- - Фрески
- лоджетта папи римського Сикста V
- палаццо Костагуті, зала Венери і Енея
- палаццо деї Консерваторі
- церква Сан Онофріо а Джаніоло
- церква Святого Михаїла архангела
- церква Санта Марія Ассунта
- церква Сан Антоніо
- церква Сан Андреа
- церква Сан Віто в Чівітавеккья
- Чертоза ді Сан Мартіно, хор, Неаполь
- Санта Прасседе, Рим